# شردوحيات
شُرْدُحيات أو أسماك السحلية (الاسم العلمي: Synodontidae) فصيلة أسماك بحرية من رتبة المزماريات. أجناسه أربعة من أسماك بحار البلاد الاستوائية والحارة.